# Fejan
Fejan est une île de l'archipel de Stockholm  en Suède,,,.

## Présentation
Fejan est une petite île à l'est de Tjockö. 
Fejan est connue pour avoir été le centre de quarantaine de la côte Est depuis 1892. 
En 1994, la Fondation Archipel a commencé à louer la zone à l'Agence des Fortifications afin d'acquérir la propriété du centre de quarantaine  en 2013 grâce à un échange de terres. 
Les activités d'auberge et de conférence se déroulent dans l'ancienne station de quarantaine.

## Histoire
L'île est habitée depuis 1856 lorsque deux propriétaires fonciers de Tjockön se sont installés à Fejan.
Vers la fin du XIXème siècle, une nouvelle épidémie de choléra sévit en Europe et les autorités suédoises souhaitent enrayer la maladie aux frontières du pays. 
Le centre de quarantaine de la côte orientale pour les navires en provenance de Russie et de Finlande a été déplacée à Fejan où un hôpital, Wasa, a été construit au cours de l'été 1892 ainsi qu'une villa de médecin qui était à l'origine destinée à être une station des missionnaires au Congo.
En 1894, après une tournée de concerts vers l'est, les membres d'Orphei Drängar furent mis en quarantaine, à Fejan après qu'un autre passager du paquebot von Döbeln en provenance de Saint-Pétersbourg eut contracté le choléra pendant le voyage et mourut à son arrivée à Fejan. 
Les membres d'Orphei Drängar ont formé pendant les semaines qu'ils ont passées sur l'île une chorale spéciale qu'ils appellent avec humourKoleratursångarna (les chanteurs du choléra). 
Quatre personnes moururent à Fejan au cours de l'été 1894, mais la maladie n'atteignit jamais Stockholm. 
La station de quarantaine a fonctionné jusque dans les années 1930.

## Galerie

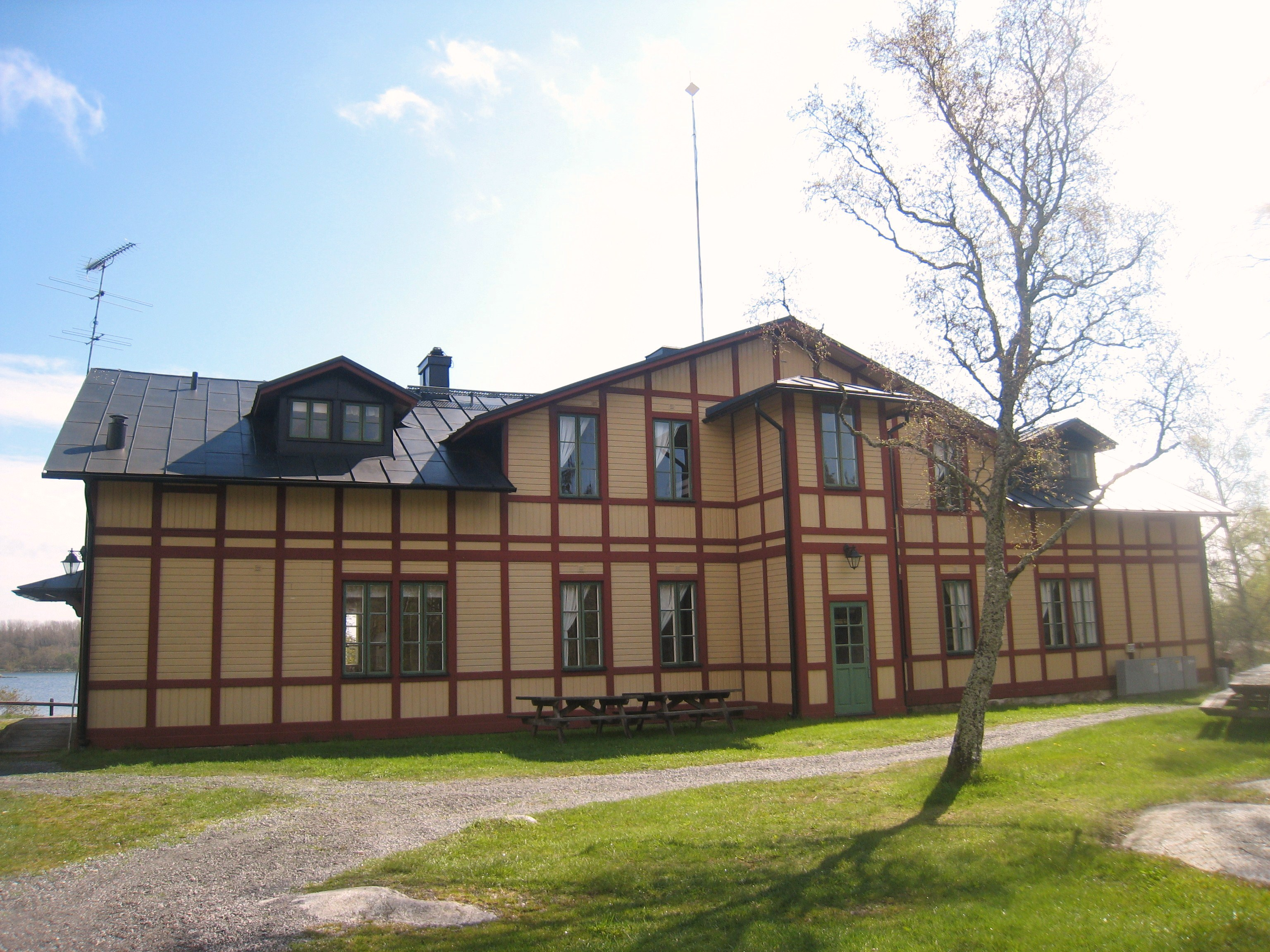
Hôpital Wasa, transfomé en auberge.
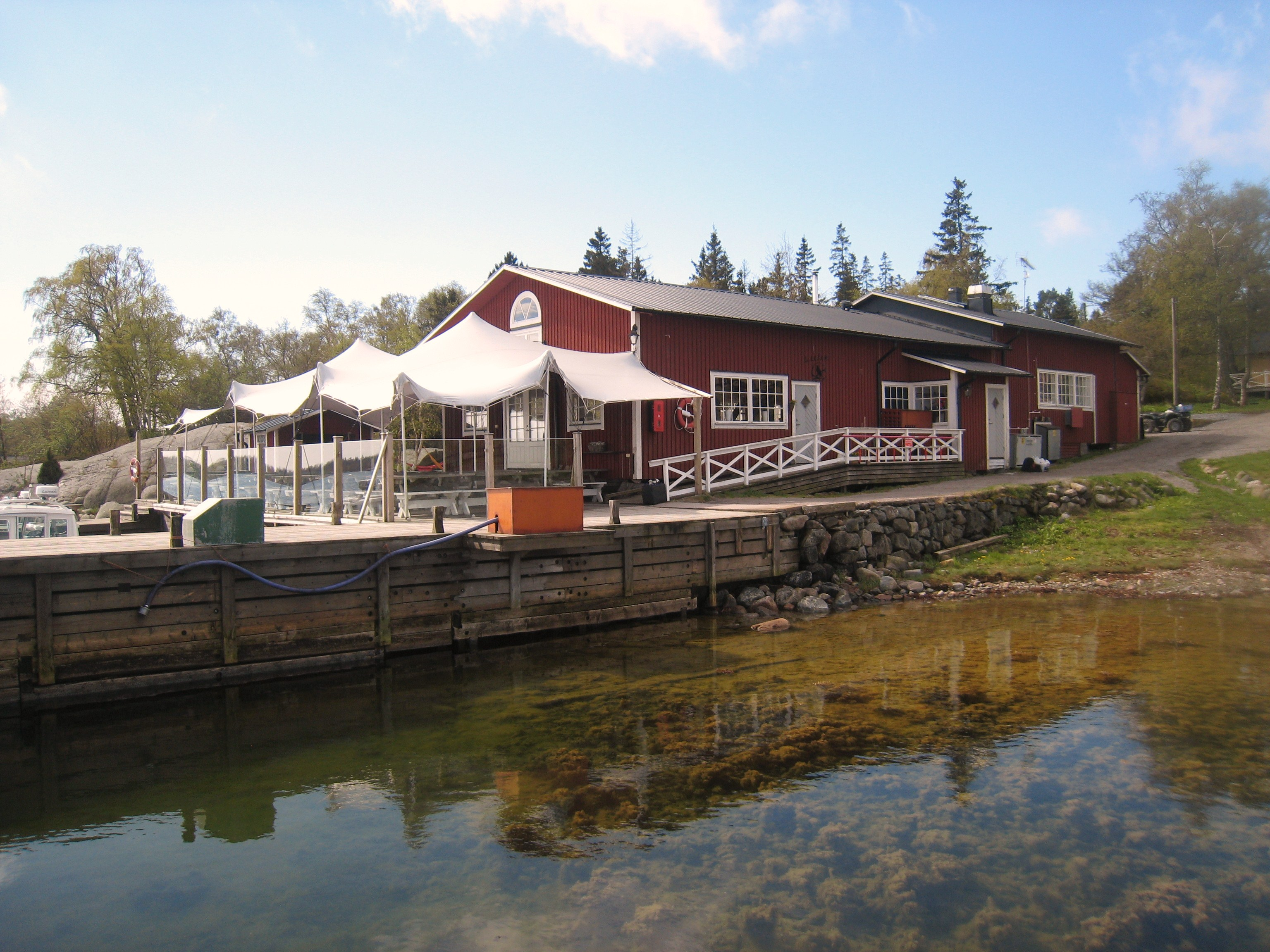
La Taverne de l'Archipel.
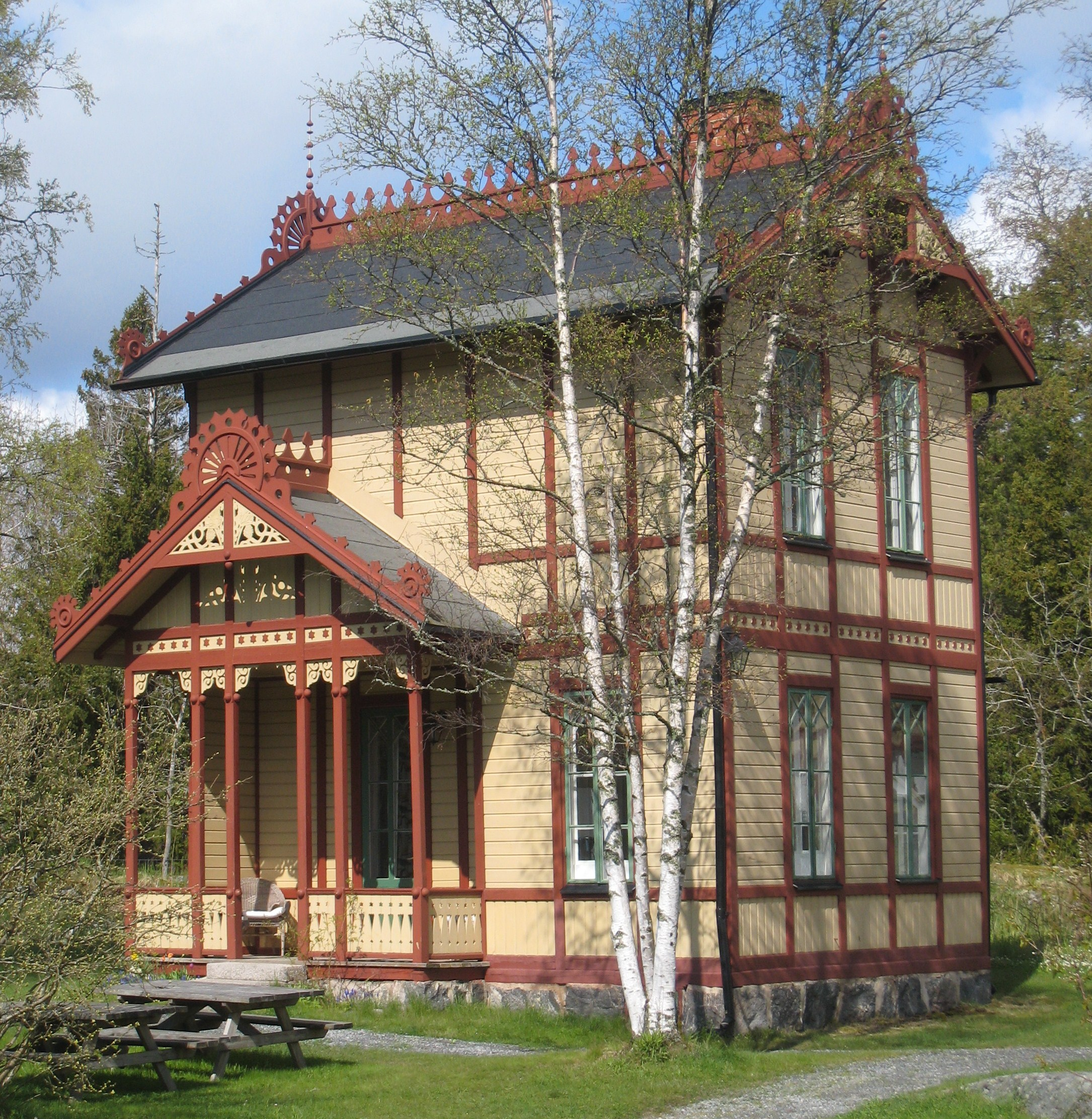
La villa du docteur, Villa Kongo.
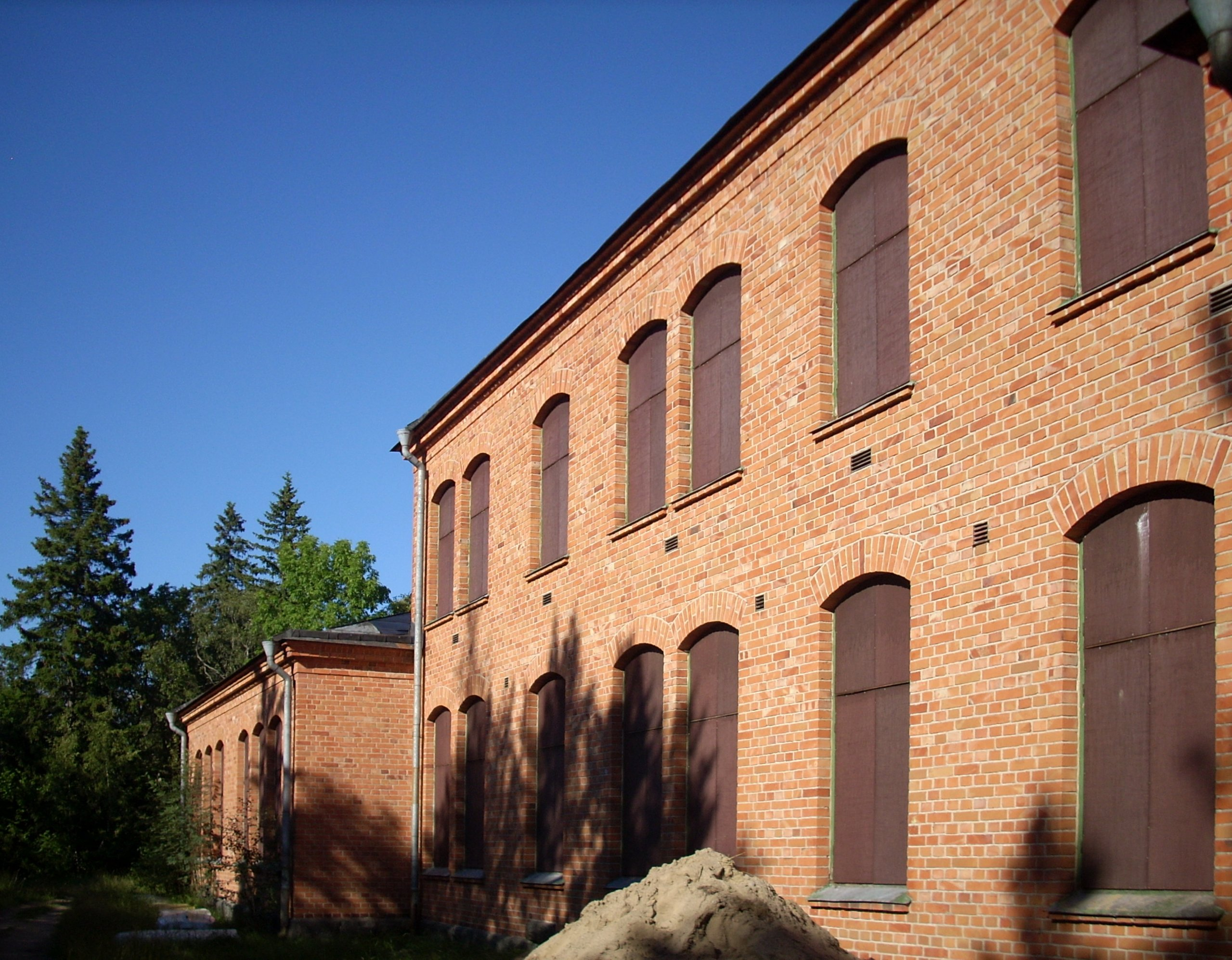
Hôpital von Döbeln.